# JavaScript引擎
JavaScript引擎是一个专门处理JavaScript脚本的虚拟机，一般会附带在网页浏览器之中。

## 历史
在2008年到2009年的第二次浏览器大战之前，JavaScript引擎仅简单地被当作能阅读执行JavaScript源代码的直譯器。
- SpiderMonkey：第一個JavaScript引擎，由布蘭登·艾克在网景公司开发，用于Netscape Navigator网页浏览器中，由C++实现。自JavaScript 1.5升级以符合ECMA-262版本3。
- Rhino：由网景公司的諾里斯·博伊德（Norris Boyd）开发，由Java实现。像SpiderMonkey一样，Rhino符合ECMA-262版本3。
- Nitro：Apple Safari 4開始支援
- V8：Google Chrome製作
- TraceMonkey：Mozilla Firefox 3.5開始支援

目前为止，最通用的JavaScript宿主环境是网页浏览器。网页浏览器一般使用公共的API创建“宿主对象”以便于在JavaScript中支持DOM。

## 性能演進
一个典型的浏览器有一个图形引擎和一个独立的JavaScript引擎。这样JavaScript引擎能够被更方便的测试、重新生成或者在另一些项目中使用。例如：Carakan被用在Presto中，Nitro被用在WebKit中，SpiderMonkey被用在Gecko中，KJS被用在KHTML中，Rhino默认不包含任何布局引擎。但还有其他组合，例如：V8与WebKit被用于Google Chrome中。JavaScript引擎能为程序员提供部分操作浏览器的功能（网络、DOM、外部事件、HTML5视频、canvas和存储）。
Sunspider是一个JavaScript实用基准测试通过一系列关于JavaScript语言的脚本测试JavaScript引擎的速度。Sunspider不测试无关于JavaScript的特性（不使用HTML、CSS和无网络情况下）。
近幾年來，在浏览器开发者之间展开了一场开发更快的JavaScript引擎的竞赛。2008年，Google Chrome因它的JavaScript性能而倍受称赞，但是其它浏览器马上使用了更快的JavaScript引擎。之后，Google Chrome在性能上获得领先，其长处在于它高速的性能和JavaScript的处理速度，这些都由许多网站在主要的浏览器之间的速度测试中得到验证。随着WebKit的Squirrelfish Extreme和Mozilla的TraceMonkey JavaScript虚拟机出现，Chrome的JavaScript执行速度就被超越了。Google丹麦在Chrome 2中开发了更快速的V8引擎。
2008年6月2日，WebKit开发团队发布了SquirrelFish——一个能极大地提升Safari解释脚本速度的新的JavaScript引擎。该引擎是Safari 4其中一个新特性，在2008年6月11日发布给程序员使用；最终此JavaScript引擎被称为Nitro。2009年6月30日，在Firefox 3.5發布的最新技術能“使某些情況下的速度提升20到40倍”。

## 著名的引擎

### 開發中
- Rhino，由Mozilla基金会管理，开放源代码，完全以Java编写。
- SpiderMonkey，第一款JavaScript引擎，早期用於Netscape Navigator，現時用於Mozilla Firefox。
- V8，开放源代码，由Google丹麦开发，是Google Chrome的一部分。
- JavaScriptCore，开放源代码，用於Safari。
- Chakra (JScript引擎)，用於Internet Explorer[11]。
- Chakra (JavaScript引擎)，用於Microsoft Edge。
- KJS，KDE的ECMAScript／JavaScript引擎，最初由哈里·波頓（英语：Harri Porten）开发，用于KDE项目的Konqueror网页浏览器中。

### 停止開發
- Linear A，用于Opera 4.0至6.1版本。
- Linear B，用于Opera 7.0至9.2版本。
- Futhark，用于Opera 9.5至10.2版本。
- Carakan，用于Opera 10.5至12.1版本。
- Nashorn（英语：Nashorn），Oracle於JDK 1.8[12][13][14]發布，內嵌於 Java 的 javascript 引擎。於Java 11改為棄用[15]並於Java 15[16]正式移除。
- Narcissus（英语：Narcissus (JavaScript engine)），开放源代码，由布蘭登·艾克编写（他也编写了SpiderMonkey）。
- Tamarin，由Adobe Labs编写。

## 实现
JavaScript是一种ECMAScript方言，在许多程序中得以实现，特别是在网页浏览器。这些方言通常扩展了语言，或者标准库和相关API，例如W3C定义的DOM。这意味着以一种方言实现的程序不兼容于另一种方言的实现，除非程序使用了方言中的公共子集所具有的特性和API。
在实现和方言中存在着一些差别。一种语言的方言有一些与语言不同的地方。实现能够执行该语言或方言编写的程序。
| 应用程序（实现）                                    | 方言和最后版本                          | ECMAScript版本    |
| --------------------------------------------------- | --------------------------------------- | ----------------- |
| Google Chrome，V8引擎                               | JavaScript                              | ECMA-262，版本6   |
| Mozilla Firefox，Gecko排版引擎，SpiderMonkey和Rhino | JavaScript 1.8.5                        | ECMA-262，版本6   |
| Safari，Nitro引擎                                   | JavaScript                              | ECMA-262，版本6   |
| Microsoft Edge，Chakra引擎                          | JavaScript                              | ECMA-262，版本6   |
| Opera，Carakan引擎（改用V8之前）                    | 一些JavaScript 1.5特性及一些JScript扩展 | ECMA-262，版本5.1 |
| KHTML排版引擎，KDE项目的Konqueror                   | JavaScript 1.5                          | ECMA-262，版本3   |
| Adobe Acrobat                                       | JavaScript 1.5                          | ECMA-262，版本3   |
| OpenLaszlo                                          | JavaScript 1.4                          | ECMA-262，版本3   |
| Max/MSP                                             | JavaScript 1.5                          | ECMA-262，版本3   |
| ANT Galio 3                                         | JavaScript 1.5附带RMAI扩展              | ECMA-262，版本3   |